# チティパ県
チティパ県（チティパけん、Chitipa District）は、マラウイ北部州に属するマラウイで最も北に位置する県である。また、中心となる都市はチティパ（Chitipa Town）である。

## チティパ県
この県は4288 km²の面積を持ち、人口は12万6799人である。マラウイ国内のカロンガ県およびルンピ県と隣り合っているとともに、タンザニアとザンビアの両国に面している。